# Palacio de Stolberg

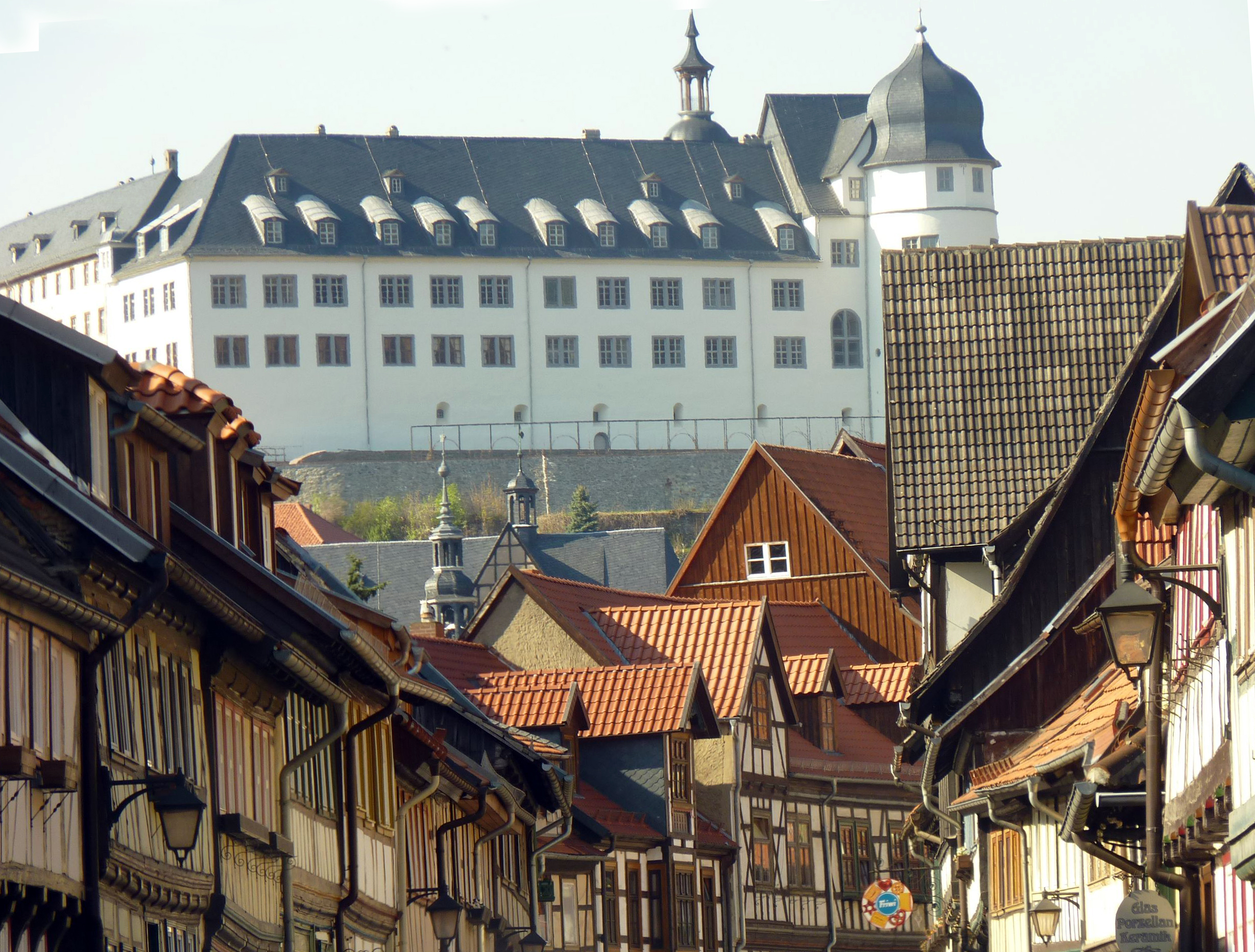
El palacio de Stolberg sobre la ciudad.

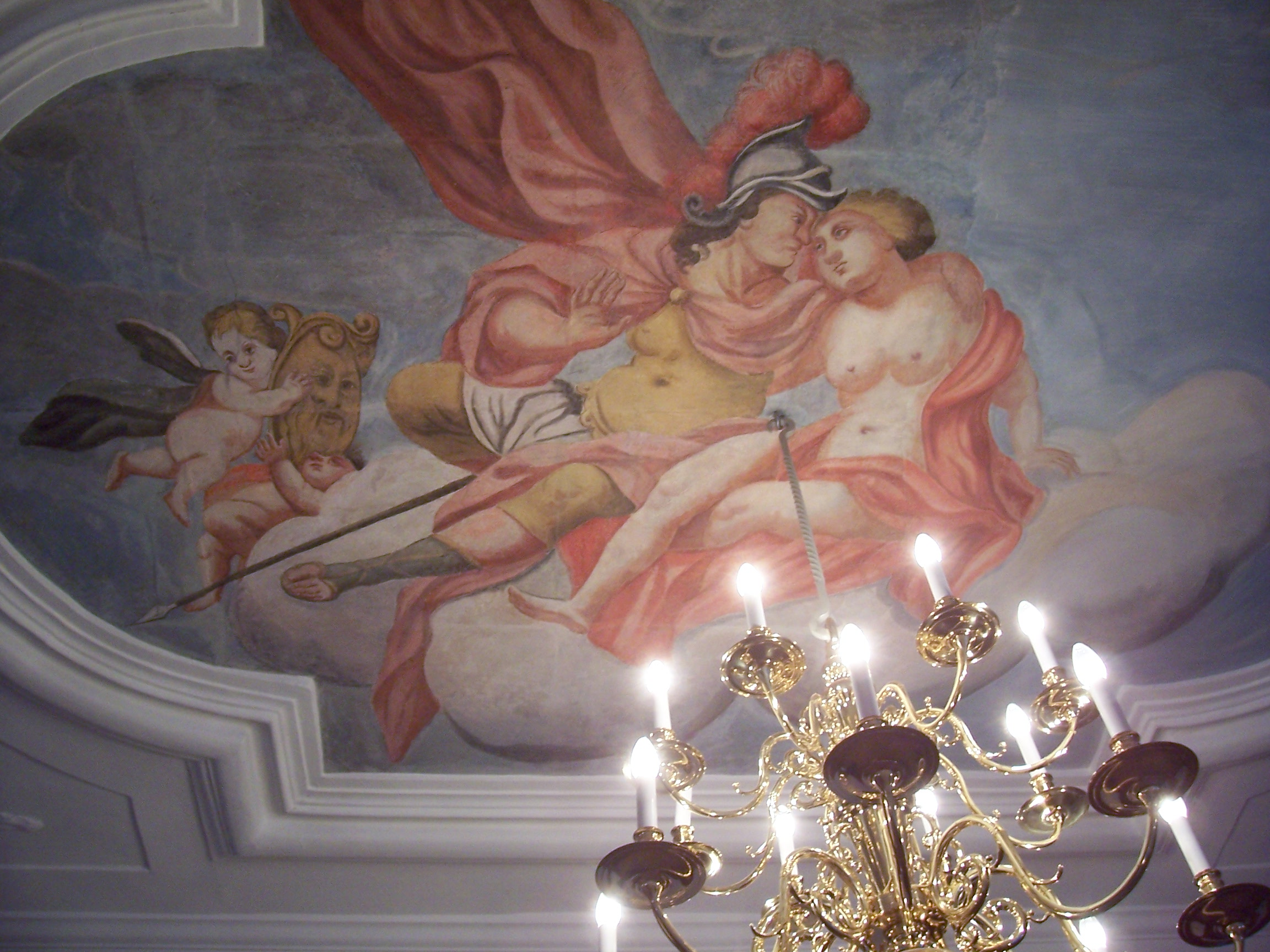
Mural en el techo en el palacio de Stolberg.

El palacio de Stolberg (en alemán: Schloss Stolberg) se halla en la ciudad de Stolberg en las montañas del Harz, Alemania. Data del siglo XIII y se levanta sobre la ciudad en una colina con tres lados de fuertes pendientes. Desde 2003 ha sido completamente restaurado y renovado por la Fundación Alemana para la Conservación de Monumentos.

## Historia
Su elemento más antiguo, la torre redonda, data de alrededor de 1200. Los elementos más recientes fueron construidos en estilo renacentista entre 1539 y 1547. En el ala del sudeste se halla la Gran Sala de Recepción (Großes Empfangszimmer) y la Sala Roja (Roter Saal), ambas de estilo clasicista, diseñadas por Karl Friedrich Schinkel. El palacio recibió su actual aspecto gracias a la reconstrucción entre 1690 y 1700. Hasta su incautación en 1945, era propiedad de la familia de los príncipes de Stolberg-Stolberg.
En 1947 se convirtió en una sede vacacional para el sindicato único Freier Deutscher Gewerkschaftsbund (Federación Alemana de Sindicatos Libres). Tras la desaparición de la República Democrática Alemana en 1990 pasó a manos del Treuhand para su privatización y en 1993 fue adquirido por un inversor privado para abrir un hotel. Este proyecto no se concretó y el palacio permaneció vacío y en peligro de degradación. Finalmente, el Estado de Sajonia-Anhalt alcanzó un acuerdo para restaurar el conjunto. El ala principal (Fürstenflügel) abrió sus puertas en 2008 y la capilla fue reconsagrada en 2009.